# La donna del lago (miniserie televisiva)
La donna del lago (Lady in the Lake) è una miniserie televisiva statunitense del 2024, ideata, scritta e diretta da Alma Har'el, distribuita su Apple TV+ e basata sull'omonimo romanzo di Laura Lippman.

## Trama
Baltimora, 1966. L'omicidio della piccola Tessie Durst scuote profondamente Maddie Schwartz, che lascia il marito e la sua vita nella benestante comunità ebraica di Pikesville. Riscoprendo il vecchio interesse per il giornalismo, si mette a indagare sulla morte della bambina e sull'omicidio di Cleo Johnson, una donna afroamericana uccisa e gettata in una fontana.

## Produzione
Nel marzo 2021 è stato annunciato che il romanzo di Laura Lippman sarebbe stato riadattato per il piccolo schermo con protagoniste Natalie Portman e Lupita Nyong'o, poi sostituita da Moses Ingram nel giugno 2022. Le riprese sono iniziate nell'aprile 2022 a Baltimora.

## Distribuzione
I sette episodi sono stati distribuiti settimanalmente su Apple TV+ tra il 19 luglio e il 23 agosto 2024.

## Accoglienza
L'aggregatore di recensioni Rotten Tomatoes riporta un indice di gradimento del 77%, con un punteggio medio di 7 su 10 basato sul parere di 61 critici.